# Вірність
Вірність — обов'язок або відданість за зобов'язанням, або з власної волі. Прояв лояльності людиною, суб'єктом або громадянином до власної держави або суверену. 

## Трактування
З етичної точки зору розглядається як чеснота. Також здавна існує традиція присягання на вірність.